# Wara od Odry
Wara od Odry – piosenka Związku Walki Młodych i Związku Młodzieży Polskiej, napisana w 1946 roku przez Franciszka Pałkę-Zbieniewskiego. Powstała w reakcji na przemówienie Jamesa Francisa Byrnesa w Stuttgarcie, w którym zakwestionował on położenie granicy polsko-niemieckiej na Odrze i Nysie oraz pragnął uwarunkowania jej istnienia organizacją demokratycznych wyborów w Polsce. Początkowo piosenka ta przekazywana miała być ustnie między komunistycznymi działaczami Sosnowca, następnie wybrzmieć na zorganizowanej w Katowicach manifestacji potępiającej przemówienie, a potem zostać zagrana w katowickim oddziale Polskiego Radia. Z czasem zaczęła być nagrywana na płytach oraz dołączana do organizacyjnych śpiewników. Stała się jedną popularniejszych piosenek zetwuemowców. Śpiewana była na uroczystościach, protestach (np. przed konsulatem Stanów Zjednoczonych w Poznaniu), a także przytaczana w prasie partyjnej.
Do ponownej popularyzacji utworu doszło w 1948 roku, gdy papież Pius XII wystosował 1 marca list do biskupów niemieckich, w którym ubolewał nad losem wysiedlonych z Ziem Odzyskanych Niemców. Powstała wtedy wersja zmodyfikowana utworu o silnym wydźwięku antyklerykalnym, śpiewana przez grupy członków Związku Młodzieży Polskiej ludziom wychodzącym z nabożeństw. Jednym ze śpiewających wówczas był działający w ZMP młody Jerzy Urban.

## Tekst
Wersja pierwotna
Wara od Odry, od Nysy — wara!
Od naszych granic precz!
To ziemia nasza, piastowska, stara,
Zachód — to nasza rzecz!
Nie Churchill nam wybrzeże dał,
Śląsk nasz odwiecznie był,
Ziemię tę polski żołnierz krwią zlał,
Na niej praojciec żył!
Nie zapomnimy, jak wróg nas męczył.
Milionów ran i łez!
W obronie germańskich ibermenszy
Staje dziś mister Berns.
Nie Churchill nam wybrzeże dał,
Śląsk nasz odwiecznie był!
Ziemią tą polski żołnierz krwią zlał,
Na niej praojciec żył!
Nie zastraszycie nas atomami,
Będziemy praw swych strzec!
Mur serc powstanie nad granicami,
Chociażby przyszło lec!
Nie z dyplomatów łaski tu
Nasz żołnierz pełni straż!
Odrzanej fali krew swą dali
Pradziad i ojciec nasz!
Wersja zmodyfikowana
Wara od Odry, od Nysy wara
Od naszych granic precz.
Ziemia to nasza, piastowska stara.
Zachód to nasza rzecz.
Nie papież nam Wybrzeże dał,
nie Śląsk biskupów był.
Ziemię tę polski żołnierz krwią zlał,
na niej praojciec żył
Refren (opcjonalny, rzekomo wymyślony przez Jerzego Urbana)
Papież — pies!

## W kulturze
- Wara od Odry odśpiewywana jest w politycznym dramacie psychologicznym Dreszcze z 1981 roku[14].